# 4e étape du Tour d'Italie 2014
Pour un article plus général, voir Tour d'Italie 2014.
La 4e étape du Tour d'Italie 2014 s'est déroulée le mardi 13 mai 2014. D'une distance de 112 km, elle part de Giovinazzo et arrive à Bari. Il s'agit de la première étape courue en Italie pour cette édition du Giro, elle a lieu après la journée de transfert depuis l'Irlande. Après 45,8 km, elle voit les coureurs passer une première fois sur la ligne, c'est après huit tours de 8,3 km que l'arrivée finale se joue.
En l'absence du favori de l'étape,, l'Allemand Marcel Kittel (Giant-Shimano) lauréat des deux premiers sprints mais non-partant pour cause de fièvre,,,,,, c'est le Français Nacer Bouhanni (FDJ.fr) qui s'impose lors d'un sprint chaotique, devant l'Italien Giacomo Nizzolo (Trek Factory Racing) et le Néerlandais Tom Veelers (Giant-Shimano),,,,. Revenu de loin après une crevaison à une dizaine de kilomètres de l'arrivée puis gêné par différentes chutes, Bouhanni, bien aidé par ses coéquipiers,, s'impose pour la première fois lors d'une étape d'un grand tour, et une énième fois dans des conditions similaires et en profite pour s'emparer du maillot rouge de leader du classement par points.
En effet l'étape, la première sur le sol italien, s'est disputée sous la pluie avec une chaussée très glissante. La plupart des équipes ont neutralisé la course afin d'éviter les risques de chutes et de fausser le classement général en roulant à allure modérée. L'organisateur décide donc en cours d'étape de bloquer le chronomètre à un tour de l'arrivée soit (8,3 km) de la ligne finale tout en supprimant les bonifications aux trois premiers de l'étape,,,.
Beaucoup de coureurs se sont donc relevés à l'entame du dernier tour pour laisser place aux sprinteurs mais de nombreuses chutes interviennent quand même dans les derniers kilomètres provoquant la colère de nombreux coureurs,.
Aucun changement au classement général au niveau du temps puisque l'Australien Michael Matthews (Orica-GreenEDGE) possède toujours son maillot rose de leaders et devance respectivement les Italiens Alessandro Petacchi (Omega Pharma-Quick Step) et Daniel Oss (BMC Racing) de huit et dix secondes.
Pour les autres maillots distinctifs, Matthews porte toujours son maillot blanc de meilleur jeune tandis que le Néerlandais Maarten Tjallingii (Belkin) conserve son maillot bleu de meilleur grimpeur en l'absence de Grands Prix de la montagne sur l'étape.

## Parcours
,

## Résultats

### Classement de l'étape
|    | Coureur           | Pays     | Équipe              |    | Temps           |
| -- | ----------------- | -------- | ------------------- | -- | --------------- |
| 1  | Nacer Bouhanni    | France   | FDJ.fr              | en | 2 h 22 min 06 s |
| 2  | Giacomo Nizzolo   | Italie   | Trek Factory Racing | +  | m.t             |
| 3  | Tom Veelers       | Pays-Bas | Giant-Shimano       |    | m.t             |
| 4  | Roberto Ferrari   | Italie   | Lampre-Merida       |    | m.t             |
| 5  | Elia Viviani      | Italie   | Cannondale          |    | m.t             |
| 6  | Matteo Montaguti  | Italie   | AG2R La Mondiale    |    | m.t             |
| 7  | Kenny Dehaes      | Belgique | Lotto-Belisol       |    | m.t             |
| 8  | Luka Mezgec       | Slovénie | Giant-Shimano       |    | m.t             |
| 9  | Bert De Backer    | Belgique | Giant-Shimano       |    | m.t             |
| 10 | Francesco Chicchi | Italie   | Neri Sottoli        |    | m.t             |

### Points attribués
|    | Cycliste             | Pays        | Équipe              | Points |
| -- | -------------------- | ----------- | ------------------- | ------ |
| 1  | Elia Viviani         | Italie      | Cannondale          | 20     |
| 2  | Giacomo Nizzolo      | Italie      | Trek Factory Racing | 16     |
| 3  | Roberto Ferrari      | Italie      | Lampre-Merida       | 12     |
| 4  | Daniele Ratto        | Italie      | Cannondale          | 9      |
| 5  | Ben Swift            | Royaume-Uni | Sky                 | 7      |
| 6  | Bernhard Eisel       | Autriche    | Sky                 | 6      |
| 7  | Oscar Gatto          | Italie      | Cannondale          | 4      |
| 8  | Edvald Boasson Hagen | Norvège     | Sky                 | 3      |
| 9  | Danilo Hondo         | Allemagne   | Trek Factory Racing | 2      |
| 10 | Alan Marangoni       | Italie      | Cannondale          | 1      |

|    | Cycliste            | Pays      | Équipe                       | Points |
| -- | ------------------- | --------- | ---------------------------- | ------ |
| 1  | Nacer Bouhanni      | France    | FDJ.fr                       | 50     |
| 2  | Giacomo Nizzolo     | Italie    | Trek Factory Racing          | 40     |
| 3  | Tom Veelers         | Pays-Bas  | Giant-Shimano                | 34     |
| 4  | Roberto Ferrari     | Italie    | Lampre-Merida                | 28     |
| 5  | Elia Viviani        | Italie    | Cannondale                   | 25     |
| 6  | Matteo Montaguti    | Italie    | AG2R La Mondiale             | 22     |
| 7  | Kenny Dehaes        | Belgique  | Lotto-Belisol                | 20     |
| 8  | Luka Mezgec         | Slovénie  | Giant-Shimano                | 18     |
| 9  | Bert De Backer      | Belgique  | Giant-Shimano                | 16     |
| 10 | Francesco Chicchi   | Italie    | Neri Sottoli                 | 14     |
| 11 | Mauro Finetto       | Italie    | Neri Sottoli                 | 12     |
| 12 | Leonardo Duque      | Colombie  | Colombia                     | 10     |
| 13 | Marco Frapporti     | Italie    | Androni Giocattoli-Venezuela | 8      |
| 14 | Eugenio Alafaci     | Italie    | Trek Factory Racing          | 7      |
| 15 | Johan Le Bon        | France    | FDJ.fr                       | 6      |
| 16 | Diego Rosa          | Italie    | Androni Giocattoli-Venezuela | 5      |
| 17 | Fabian Wegmann      | Allemagne | Garmin-Sharp                 | 4      |
| 18 | Oscar Gatto         | Italie    | Cannondale                   | 3      |
| 19 | Alessandro Petacchi | Italie    | Omega Pharma-Quick Step      | 2      |
| 20 | Jeffry Romero       | Colombie  | Colombia                     | 1      |

## Classements à l'issue de l'étape

### Classement général
|    | Cycliste            | Pays      | Équipe                  |    | Temps            |
| -- | ------------------- | --------- | ----------------------- | -- | ---------------- |
| 1  | Michael Matthews    | Australie | Orica-GreenEDGE         | en | 12 h 28 min 43 s |
| 2  | Alessandro Petacchi | Italie    | Omega Pharma-Quick Step | +  | 8 s              |
| 3  | Daniel Oss          | Italie    | BMC Racing              |    | 10 s             |
| 4  | Ivan Santaromita    | Italie    | Orica-GreenEDGE         |    | 14 s             |
| 5  | Pieter Weening      | Pays-Bas  | Orica-GreenEDGE         |    | 14 s             |
| 6  | Luke Durbridge      | Australie | Orica-GreenEDGE         |    | 14 s             |
| 7  | Svein Tuft          | Canada    | Orica-GreenEDGE         |    | 14 s             |
| 8  | Serge Pauwels       | Belgique  | Omega Pharma-Quick Step |    | 19 s             |
| 9  | Rigoberto Urán      | Colombie  | Omega Pharma-Quick Step |    | 19 s             |
| 10 | Julien Vermote      | Belgique  | Omega Pharma-Quick Step |    | 19 s             |

### Classement par points
|   | Cycliste        | Pays   | Équipe              | Points |
| - | --------------- | ------ | ------------------- | ------ |
| 1 | Nacer Bouhanni  | France | FDJ.fr              | 115    |
| 2 | Elia Viviani    | Italie | Cannondale          | 113    |
| 3 | Giacomo Nizzolo | Italie | Trek Factory Racing | 106    |

### Classement du meilleur grimpeur
|   | Cycliste           | Pays      | Équipe                       | Points |
| - | ------------------ | --------- | ---------------------------- | ------ |
| 1 | Maarten Tjallingii | Pays-Bas  | Belkin                       | 12     |
| 2 | Andrea Fedi        | Italie    | Neri Sottoli                 | 3      |
| 3 | Yonder Godoy       | Venezuela | Androni Giocattoli-Venezuela | 2      |

### Classement du meilleur jeune
|   | Cycliste         | Pays      | Équipe                  |    | Temps            |
| - | ---------------- | --------- | ----------------------- | -- | ---------------- |
| 1 | Michael Matthews | Australie | Orica-GreenEDGE         | en | 12 h 28 min 43 s |
| 2 | Luke Durbridge   | Australie | Orica-GreenEDGE         | +  | 14 s             |
| 3 | Julien Vermote   | Belgique  | Omega Pharma-Quick Step |    | 19 s             |

### Classements par équipes

#### Classement aux temps
|   | Équipe                  | Pays       |    | Temps            |
| - | ----------------------- | ---------- | -- | ---------------- |
| 1 | Orica-GreenEDGE         | Australie  | en | 36 h 37 min 02 s |
| 2 | Omega Pharma-Quick Step | Belgique   | +  | 19 s             |
| 3 | BMC Racing              | États-Unis |    | 21 s             |

#### Classement aux points
|   | Équipe              | Pays       | Points |
| - | ------------------- | ---------- | ------ |
| 1 | Giant-Shimano       | Pays-Bas   | 105    |
| 2 | Cannondale          | Italie     | 78     |
| 3 | Trek Factory Racing | États-Unis | 72     |

### Autres classements
|   | Cycliste           | Pays     | Équipe       | Points |
| - | ------------------ | -------- | ------------ | ------ |
| 1 | Maarten Tjallingii | Pays-Bas | Belkin       | 13     |
| 2 | Elia Viviani       | Italie   | Cannondale   | 10     |
| 3 | Andrea Fedi        | Italie   | Neri Sottoli | 10     |

|   | Cycliste        | Pays   | Équipe              | Points |
| - | --------------- | ------ | ------------------- | ------ |
| 1 | Elia Viviani    | Italie | Cannondale          | 14     |
| 2 | Nacer Bouhanni  | France | FDJ.fr              | 13     |
| 3 | Giacomo Nizzolo | Italie | Trek Factory Racing | 13     |

|   | Cycliste        | Pays        | Équipe              | Points |
| - | --------------- | ----------- | ------------------- | ------ |
| 1 | Nacer Bouhanni  | France      | FDJ.fr              | 6      |
| 2 | Giacomo Nizzolo | Italie      | Trek Factory Racing | 3      |
| 3 | Ben Swift       | Royaume-Uni | Sky                 | 2      |

|   | Cycliste           | Pays     | Équipe        | Points |
| - | ------------------ | -------- | ------------- | ------ |
| 1 | Maarten Tjallingii | Pays-Bas | Belkin        | 391    |
| 2 | Andrea Fedi        | Italie   | Neri Sottoli  | 208    |
| 3 | Sander Armée       | Belgique | Lotto-Belisol | 208    |

| \| \| Cycliste \| Pays \| Équipe \| Points \| \| - \| --------------- \| ----------- \| ------------------- \| ------ \| \| 1 \| Nacer Bouhanni \| France \| FDJ.fr \| 10 \| \| 2 \| Ben Swift \| Royaume-Uni \| Sky \| 4 \| \| 3 \| Giacomo Nizzolo \| Italie \| Trek Factory Racing \| 2 \| |                 |             |                     |        |
| | Cycliste        | Pays        | Équipe              | Points |
| 1 | Nacer Bouhanni  | France      | FDJ.fr              | 10     |
| 2 | Ben Swift       | Royaume-Uni | Sky                 | 4      |
| 3 | Giacomo Nizzolo | Italie      | Trek Factory Racing | 2      |

## Abandon
- Marcel Kittel (Giant-Shimano) : non-partant